# Actinote brauronia
Actinote brauronia is een vlinder uit de familie van de Nymphalidae. De wetenschappelijke naam van de soort is voor het eerst geldig gepubliceerd in 1917 door Charles Oberthür.